# NGC 4598
NGC 4598 est une galaxie lenticulaire de type magellanique située dans la constellation de la Vierge. Sa vitesse par rapport au fond diffus cosmologique est de 2 291 ± 23 km/s, ce qui correspond à une distance de Hubble de 33,8 ± 2,4 Mpc (∼110 millions d'al). NGC 4598 a été découverte par l'astronome germano-britannique William Herschel en 1784.
À ce jour, une mesure non basée sur le décalage vers le rouge (redshift) donne une distance d'environ 27,200 Mpc (∼88,7 millions d'al). Cette valeur est nettement à l'extérieur des valeurs de la distance de Hubble. Puisque cette galaxie est relativement rapprochée du Groupe local, cette distance est peut-être plus près de sa distance réelle que la distance de Hubble. Notons que c'est avec la valeur moyenne des mesures indépendantes, lorsqu'elles existent, que la base de données NASA/IPAC calcule le diamètre d'une galaxie.

## Distance des galaxies du groupe de NGC 4535
Les distances non basées sur le décalage de toutes les galaxies du groupe de NGC 4535 sont nettement inférieures aux distances de Hubble. La distance moyenne de Hubble pour ces galaxies est de 32,4 Mpc et celle des mesures indépendantes est de 17,8 Mpc. Puisque la distance de Hubble est trop élevée par rapport à la distance réelle de ces galaxies, on doit conclure qu'elles se dirigent vers le centre de l'amas de la Vierge en direction opposée de la Voie lactée attirées par la gravité de celui-ci.

## Groupe de NGC 4535, de M60 et l'amas de la Vierge
Selon A.M. Garcia, NGC 4598 est membre du groupe de NGC 4535. Ce groupe de galaxies comprend au moins 14 membres. Les autres galaxies du groupe sont NGC 4482, NGC 4492, NGC 4532, NGC 4535, NGC 4570, NGC 4612, NGC 4623, IC 3591, IC 3617, UGC 7739, UGC 7802, MCG 1-32-11 et VCC 1804.
D'autre part, seules les galaxies du catalogue NGC de ce groupe apparaissent dans une liste de 227 galaxies d'un article publié par Abraham Mahtessian en 1998. Cette liste comporte plus de 200 galaxies du New General Catalogue et une quinzaine de galaxies de l'Index Catalogue. On retrouve dans cette liste 11 galaxies du Catalogue de Messier, soit M49, M58, M60, M61, M84, M85, M87, M88, M91, M99 et M100.
Toutes les galaxies de la liste de Mahtessian ne constituent pas réellement un groupe de galaxies. Ce sont plutôt plusieurs groupes de galaxies qui font tous partie d'un amas galactique, l'amas de la Vierge. Pour éviter la confusion avec l'amas de la Vierge, on peut donner le nom de groupe de M60 à cet ensemble de galaxies, car c'est l'une des plus brillantes de la liste. L'amas de la Vierge est en effet beaucoup plus vaste et compterait environ 1300 galaxies, et possiblement plus de 2000, situées au cœur du superamas de la Vierge, dont fait partie le Groupe local,.
De nombreuses galaxies de la liste de Mahtessian se retrouvent dans onze groupes décrits dans l'article d'A.M. Garcia , soit le groupe de NGC 4123 (7 galaxies), le groupe de NGC 4261 (13 galaxies), le groupe de NGC 4235 (29 galaxies), le groupe de M88 (13 galaxies, M88 = NGC 4501), le groupe de NGC 4461 (9 galaxies), le groupe de M61 (32 galaxies, M61 = NGC 4303), le groupe de NGC 4442 (13 galaxies), le groupe de M87 (96 galaxies, M87 = NGC 4486), le groupe de M49 (127 galaxies, M49 = NGC 4472), le groupe de NGC 4535 (14 galaxies) et le groupe de NGC 4753 (15 galaxies). Ces onze groupes font partie de l'amas de la Vierge et ils renferment 396 galaxies. Certaines galaxies de la liste de Mahtessian ne figurent cependant dans aucun des groupes de Garcia et vice versa.